# Bernard Vallet
Bernard Vallet (Vienne, 18 januari 1954) is een Frans voormalig wielrenner, beroeps van 1975 tot 1989. Vallet gold als een belangrijke knecht voor Joop Zoetemelk, Mariano Martínez en Bernard Hinault. Naast wegrenner was hij ook een verdienstelijk zesdaagserenner. Hij reed in totaal 46 zesdaagsen en wist er hiervan 6 te winnen.
Sinds 2004 is Vallet wielercommentator voor een Canadees televisiestation.

## Belangrijkste overwinningen en ereplaatsen
1979
1e etappe Ronde van de Limousin
Eindklassement Ronde van de Limousin
1e etappe Ronde van de Vaucluse
1980
GP van Rennes
15e etappe Ronde van Frankrijk
3e etappe (deel B) Ronde van de Limousin
1981
2e etappe Tour d'Armorique
Eindklassement Tour d'Armorique
4e etappe Vierdaagse van Duinkerke
Route Adélie de Vitré
Maël-Pestivien
1982
4e (deel A) en 7e (deel B, ITT) etappe Dauphiné-Libéré
Eindklassement Tour de l’Aude
 Bergklassement Ronde van Frankrijk
1984
3e etappe Ronde van Romandië
1986
3e etappe Ronde van de Vaucluse
1987
Bordeaux-Parijs

## Resultaten in voornaamste wedstrijden
| Jaar | Ronde van Italië | Ronde van Frankrijk | Ronde van Spanje |
| ---- | ---------------- | ------------------- | ---------------- |
| 1976 |                  |                     |                  |
| 1977 |                  | 20e                 |                  |
| 1978 |                  |                     |                  |
| 1979 |                  | 20e                 |                  |
| 1980 |                  | 31e (1)             |                  |
| 1981 |                  | 45e                 |                  |
| 1982 |                  | 12e                 |                  |
| 1983 |                  | 58e                 |                  |

| Jaar | Milaan-San Remo | Ronde van Vlaanderen | Amstel Gold Race | Luik-Bast.‑Luik | Ronde van Lombardije | Waalse Pijl | Bretagne Classic | Clásica San Sebastián |  | WK op de weg |
| ---- | --------------- | -------------------- | ---------------- | --------------- | -------------------- | ----------- | ---------------- | --------------------- |  | ------------ |
| 1976 |                 |                      |                  |                 |                      | 25e         | 6e               |                       |  |              |
| 1977 |                 |                      | 27e              |                 |                      | 44e         |                  |                       |  |              |
| 1978 | 139e            | 40e                  |                  |                 | 31e                  |             |                  |                       |  |              |
| 1979 |                 |                      |                  |                 |                      |             |                  |                       |  | 14e          |
| 1980 | 41e             |                      |                  |                 |                      |             |                  |                       |  |              |
| 1981 |                 |                      | 47e              | 22e             |                      | 100e        |                  |                       |  |              |
| 1982 |                 |                      | 33e              | 14e             |                      |             |                  | 7e                    |  |              |
| 1983 |                 |                      | 21e              | 26e             |                      | 11e         |                  |                       |  |              |

## Zesdaagsenoverwinningen
| Nr. | Jaar | Zesdaagse van | Samen met         |
| --- | ---- | ------------- | ----------------- |
| 1   | 1982 | Nouméa        | Maurizio Bidinost |
| 2   | 1982 | Grenoble      | Gert Frank        |
| 3   | 1984 | Grenoble      | Gert Frank        |
| 4   | 1984 | Parijs        | Gert Frank        |
| 5   | 1986 | Parijs        | Danny Clark       |
| 6   | 1987 | Grenoble      | Charly Mottet     |

Wielerploegen van Bernard Vallet
Alban ·
Aling ·
Aubey ·
Bal ·
Bertin ·
Genet ·
Hézard ·
Hoban ·
van Katwijk (tot 30/03) ·
Knetemann ·
Misac ·
Mourioux ·
Perin · 
Poulidor ·
Raymond ·
Richard ·
Roques ·
Seznec ·
Talbourdet ·
Vallet ·
Vianen ·
Vrancken ·
Zoetemelk
Alban ·
Aubey ·
Bertin ·
Cluzaud ·
Delépine ·
Genet ·
Hézard ·
Hoban ·
Le Guilloux ·
Moneyron ·
Mourioux ·
Perin · 
Poulidor ·
Seznec ·
Talbourdet ·
Vallet ·
Vianen ·
Zoetemelk
Alban ·
Aubey ·
Bertin ·
Busolini ·
Corbeau ·
Delisle ·
Hoban ·
Le Guilloux ·
Martin ·
Mathis ·
Mauvilly · 
Nilsson ·
Perret ·
Poulidor ·
Rouxel ·
Seznec ·
Vallet ·
Zoetemelk
Alban ·
Busolini ·
Hoban ·
Le Guilloux ·
Levavasseur ·
Martin ·
Mathis ·
Mauvilly · 
Meslet ·
Mollet ·
Nilsson ·
Périn ·
Perret ·
Pirard ·
Rouxel ·
Seznec ·
Vallet ·
van Vliet ·
Zoetemelk
Bazzo ·
Cabare ·
Durant ·
Jourdan ·
Le Menn ·
Macé ·
Martínez ·
Michel ·
Muselet ·
Patritti ·
Pescheux ·
Pipart ·
Poirier ·
Rosiers ·
Vallet ·
Vanoverschelde
Alban ·
Bazzo ·
Demeyre ·
Durant ·
Jourdan ·
Le Menn ·
Martínez ·
Michel ·
Muselet ·
Pescheux ·
Pipart ·
Poirier ·
Rosiers ·
Sherwen ·
Vallet ·
Van Den Haute ·
Vandenbroucke ·
Vanoverschelde · 
Bondue (stagiair)
Alban ·
Bazzo ·
Bondue ·
Demeyre ·
Durant ·
Guyot ·
Jourdan ·
Larpe ·
Martínez ·
Michel ·
Pescheux ·
Sherwen ·
Vallet ·
Van Den Haute ·
Vandenbroucke ·
Vanoverschelde
Alban ·
Bazzo ·
Bondue ·
De Muynck ·
De Wilde ·
Demeyre ·
Dithurbide ·
Durant ·
Guyot ·
Jourdan ·
Larpe ·
Maas ·
Sherwen ·
Simon ·
Vallet ·
Van Den Haute ·
Vandenbroucke ·
Vanoverschelde
Alban ·
Biondi ·
Bondue ·
Corre ·
De Maerteleire ·
De Muynck ·
De Wilde ·
Dithurbide ·
Gallopin ·
Guyot ·
Jourdan ·
Levavasseur ·
Sherwen ·
Simon ·
Vallet ·
Van Den Haute ·
Vandenbroucke ·
Vanoverschelde
Arnaud ·
Bérard ·
Bernard ·
Cornillet ·
De Vooght ·
Eriksen ·
Frei ·
Gomez ·
Guernion ·
Gutmann ·
Hinault ·
Jourdan ·
Le Guilloux (tot 15/09) ·
Leleu ·
Rault ·
Rüttimann ·
Vallet ·
Vigneron ·
Wiss
Andersen ·
Arnaud ·
Bauer ·
Bérard ·
Bernard ·
Cornillet ·
Eriksen ·
Gomez ·
Hinault ·
Jourdan ·
Leleu ·
LeMond ·
Rault ·
Rüttimann ·
Salomon ·
Vallet ·
Vigneron ·
Winterberg ·
Wiss
Barteau ·
Castaing ·
Chappuis ·
Claveyrolat ·
Clerc · 
Colotti ·
Gauthier ·
Grewal · 
Huger ·
Kimmage ·
Le Bigaut ·
Mas · 
Mogore · 
Pedersen ·
Peillon ·
Ribeiro ·
Russenberger ·
Simon ·
Vallet ·
Vermote
Bibollet ·
Bincoletto ·
Chappuis ·
Claveyrolat ·
Colotti ·
Esnault · 
Grewal (tot 30/06) · 
Huger ·
Kimmage ·
Lavenu ·
Mas · 
Mogore · 
Pedersen ·
Peillon ·
Rault ·
Rezze ·
Ribeiro ·
Simon ·
Vallet ·
Vermote
Bibollet ·
Bölts ·
Chappuis ·
Claveyrolat ·
Colotti ·
Esnault · 
Kimmage ·
Lino · 
Mas · 
A. Pedersen ·
P. Pedersen ·
Pineau · 
Salomon ·
Rault ·
Rezze ·
Ribeiro ·
Simon ·
B. Vallet ·
P. Vallet ·
Vermote
Bagot ·
Bölts ·
Caritoux ·
Claveyrolat ·
Colotti ·
Esnault · 
Jourdan ·
Laurent · 
Lino · 
Manin · 
Mottet · 
A. Pedersen ·
P. Pedersen ·
Pineau · 
Rezze ·
Ribeiro ·
Sanders ·
Vallet ·
Vermote ·
Wüst
- Bibliothèque nationale de France: cb11997873t (data)
- International Standard Name Identifier: 0000 0004 5092 7007
- Virtual International Authority File: 316736440